# Massacre de Teodósia

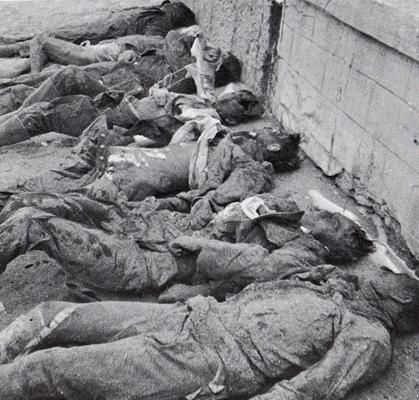
Corpos de vítimas em frente ao principal hospital da costa

O Massacre de Teodósia refere-se à morte de 150 a 160 membros feridos da Wehrmacht por soldados do Exército Vermelho, entre 29 de dezembro de 1941 e 1 de janeiro de 1942 na cidade portuária de  Teodósia na península da Crimeia (localizada ao sul da Ucrânia e desde a anexação russa da Crimeia em 2014 administrada pela Rússia). Em 3 de novembro, a cidade foi capturada por elementos das  46 e  170ª Divisão de Infantaria. Em 28 de dezembro, tropas marinhas soviéticas e infantaria regulares desembarcaram na praia de Teodósia e capturaram a cidade. Em 18 de janeiro de 1942, os alemães conseguiram reconquistar a cidade de Teodósia. "Eles descobriram que cerca de 150 militares alemães feridos foram assassinados. Soldados feridos foram jogados para fora das janelas do hospital para dar espaço aos feridos russos, depois foi derramada água sobre os soldados fortemente feridos que foram deixados para congelar. na praia em frente ao hospital de campanha, foram encontradas pilhas de corpos onde foram jogados de um muro de vários metros de altura, depois de serem espancados e mutilados, seus corpos deixados nas ondas, de modo que a água do mar congelou e os cobriu com uma camada de gelo. Alguns dos corpos mostraram sinais graves de mutilação. " Em alguns casos, seus órgãos genitais foram cortados. Doze soldados alemães sobreviveram ao massacre escondido nas adegas. O testemunho deles perante a autoridade alemã de investigação da Wehrmacht confirmou o número: 160 soldados alemães feridos foram assassinados.
Em 21 de março de 1983, a  West German Radio (WDR) transmitiu um documentário baseado na investigação de Zayas e também mostrou imagens de propaganda das tropas da Wehrmacht no Massacre de Broniki ; Também conversou com testemunhas do massacre e com jornalistas no documentário. 

## Literatura
- Alfred de Zayas, "Wehrmacht-Untersuchungsstelle"
- Franz W. Seidler,  Verbrechen an der Wehrmacht